# 最後までII
「最後までⅡ」（さいごまで・ツー）は、日本のバンド・Aqua Timezの18枚目のシングル。2015年8月5日にEpic Recordsから発売された。

## 概要
前作「生きて」以来、約8ヶ月ぶりのシングルで、テレビ東京系アニメ「銀魂゜」エンディングテーマ（2015年7月〜）。期間生産限定盤には、「生きて　Music Video」と「Aqua Timez 10years Singles Digest」が収録されたDVDが付属されている。
キャッチコピーは「あなたがいてくれた 「涙は最後だけでいい」と こらえながら 」。

### 販売形態
- CD（通常盤）：ESCL 4497
- CD+DVD（期間生産限定盤）：ESCL 4498 / 4499

## 収録曲
（全作詞・作曲：太志、編曲：Aqua Timez）

### CD
1. 最後までⅡ [4:21]
テレビ東京系アニメ「銀魂゜」エンディングテーマ（2015年7月〜9月）
2. ラズベリージャム [4:17]
北乃きいに提供した楽曲のセルフカバー。
3. 最後までⅡ（Instrumental）[4:19]
4. 最後までⅡ（TV Size） [1:31]
期間生産限定盤のみ収録。

### DVD（期間生産限定盤のみ）
1. 生きて（Music Video）
2. Aqua Timez 10years Singles Digest